# Edmond Théret
Pour les articles homonymes, voir Théret.
Edmond Théret, né le 7 juillet 1866 à La Thieuloye (Pas-de-Calais) et mort le 21 octobre 1934 à Tincques (Pas-de-Calais), est un homme politique français.

## Biographie
Médecin à Tincques, Edmond Théret est adjoint, puis maire de Tincques et conseiller général en 1908. Il est sénateur du Pas-de-Calais de 1924 à 1934, inscrit au groupe de l'Union républicaine. Il s'intéresse surtout aux questions sanitaires et à l'enfance.
Le sculpteur Augustin Lesieux (1877-1964) réalisa à Tincques, un Monument au docteur Théret.

## Sources
- « Edmond Théret », dans le Dictionnaire des parlementaires français (1889-1940), sous la direction de Jean Jolly, PUF, 1960 [détail de l’édition]